# Bajo Aragón-Caspe

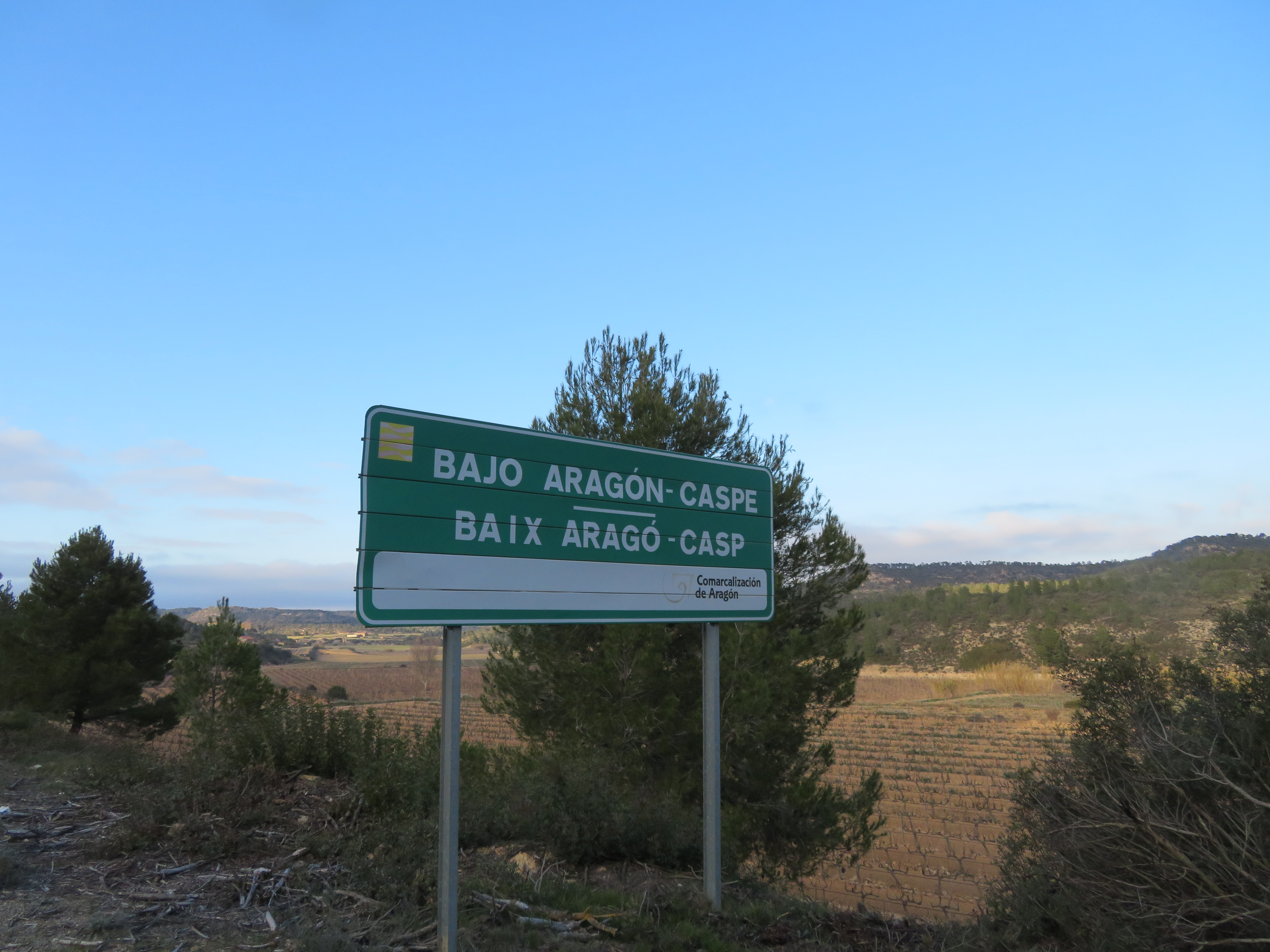
Comarque Bajo Aragón-Caspe/Baix Aragó-Casp

La comarque de Bajo Aragón-Caspe (en castillan) ou Baix Aragó-Casp (en catalan) est une comarque aragonaise dans la Province de Saragosse (Espagne).

## Communes
- Caspe
- Chiprana
- Fabara
- Fayón
- Maella
- Nonaspe